# Tèspies
Tèspies o Tèspia (llatí: Thespiae) era una ciutat de Beòcia al peu de la muntanya de l'Helicó, mirant al sud i al golf de Crissa, on tenia el seu port, anomenat Creusis. És un topònim que apareix al Catàleg de les naus, de la Ilíada, en el qual la primera posició correspon al contingent beoci, del que formaven part els guerrers provinents de Tèspia.
El seu déu principal era Eros. Natural de la ciutat n'era Frine, que va regalar a la ciutat l'estàtua d'Eros de Praxíteles, que va atreure a la ciutat gran nombre de visitants. Més tard l'estàtua original va ser substituïda per una imitació feta per Menòdor. També hi havia una estàtua d'Eros feta per Lisip, i unes estàtues d'Afrodita i de Frine, fetes per Praxíteles; a l'àgora hi havia una estàtua d'Hesíode. La ciutat tenia un teatre i tres temples dedicats a Afrodita Melanis, a les Muses i a Hèrcules. La ciutat celebrava el festival d'Eros (Eròtia) i el de les Muses (Musees) a la muntanya de l'Helicó cada quatre anys.
El seu nom deriva de Tèspia, filla d'Asop, o de Tespi, fill d'Erecteu, emigrant d'Atenes. Va ser en general enemiga de Tebes. Durant la invasió de Xerxes, Tèspies i Platea van ser les úniques ciutats de la Beòcia que van refusar donar subministraments als perses. 700 soldats de Tèspies marxaven amb Leònides I a les Termòpiles i van morir en la batalla. Xerxes va destruir la ciutat i els seus habitants es van retirar al Peloponès. L'any següent uns 1800 soldats de Tèspies van combatre a Platea sense més que armament lleuger. Expulsats els perses, la ciutat va ser reconstruïda i es van admetre alguns estrangers a la ciutadania.
A la batalla de Dèlion (424 aC), Tèspies va lluitar amb la Lliga Beòcia contra Atenes i tots els soldats van morir lluitant, i quan l'any següent la van acusar d'afavorir Atenes, Tebes va atacar la ciutat i va destruir les seves muralles, i no van poder oferir resistència. El 414 aC el partit democràtic va intentar prendre el poder, però el govern oligàrquic, amb ajut de Tebes, ho va impedir, i els demòcrates van fugir a Atenes.
El 372 aC els tebans van destruir altre cop les muralles de Tèspies i la ciutat va resultar seriosament malmesa. Abans de la batalla de Leuctres van estar al costat de Tebes, però es van retirar sense lluitar amb permís d'Epaminondes. Segons Diodor de Sicília i Xenofont els habitants van ser expulsats de Beòcia després de la batalla de Leuctra, segurament per la seva retirada.
Més tard, Tèspies es va reconstruir però ja no va tenir cap paper a la història grega. Estrabó diu que al seu temps era una de les dues ciutats de Beòcia de certa importància (l'altra era Tanagra), i Plini el Vell diu que era una ciutat lliure. Segueix essent esmentada fins al segle vi.
Les restes de la ciutat es troben prop de la ciutat de Lefka, al costat del llogaret d'Erimókastro o Rimókastro. Estava situada en una plana rodejada de turons pels dos costats, i tenia molta aigua procedent del riu Kanavári, que neix allí. Els antics temples van ser substituïts per esglésies que encara conserven alguna resta dels temples originals.